# Red Holzman
William "Red" Holzman (Nova Iorque, 10 de agosto de 1920 – 13 de novembro de 1998) foi um jogador e treinador de basquete estadunidense. Holzman é internacionalmente conhecido por ser o treinador principal do New York Knicks entre 1967 e 1982. Ele liderou o Knicks para conquistar seus únicos dois campeonatos da NBA, em 1970 e 1973. Sua sequência foi de 696 vitórias e 604 derrotas. Red foi introduzido no Basketball Hall of Fame em 1985 e consta como um dos 10 melhores treinadores da história da NBA.
Após a sua aposentadoria, Red Holzman foi diagnosticado com leucemia, tendo vindo a falecer no Long Island Jewish Medical Center em New Hyde Park, New York, no dia 13 de novembro de 1998. Em sua homenagem, o Knicks retirou o número 613, referente as vitórias de Holzman no clube.